# 克拉克点 (阿拉斯加州)
克拉克点（英語：Clark's Point），是美国阿拉斯加州的一座城市。该市的人口在2000年为75人，2010年有62人。人口在阿拉斯加州排行第141。